# Модлібожиці (Куявсько-Поморське воєводство)
Модлібожиці (пол. Modliborzyce) — село в Польщі, у гміні Домброва-Біскупія Іновроцлавського повіту Куявсько-Поморського воєводства.
Населення — 287 осіб (2011).
У 1975-1998 роках село належало до Бидгощського воєводства.

## Демографія
Демографічна структура станом на 31 березня 2011 року:
|          | Загалом | Допрацездатний вік | Працездатний вік | Постпрацездатний вік |
| -------- | ------- | ------------------ | ---------------- | -------------------- |
| Чоловіки | 146     | 32                 | 108              | 6                    |
| Жінки    | 141     | 30                 | 81               | 30                   |
| Разом    | 287     | 62                 | 189              | 36                   |